# Samt-Skabiose
Die Samt-Skabiose (Sixalix atropurpurea (L.) Greuter & Burdet, syn. Scabiosa atropurpurea L., Scabiosa maritima L.), auch Witwenblume oder Garten-Skabiose genannt, ist eine Pflanzenart aus der Gattung Sixalix innerhalb der Familie der Geißblattgewächse (Caprifoliaceae).

## Vegetative Merkmale

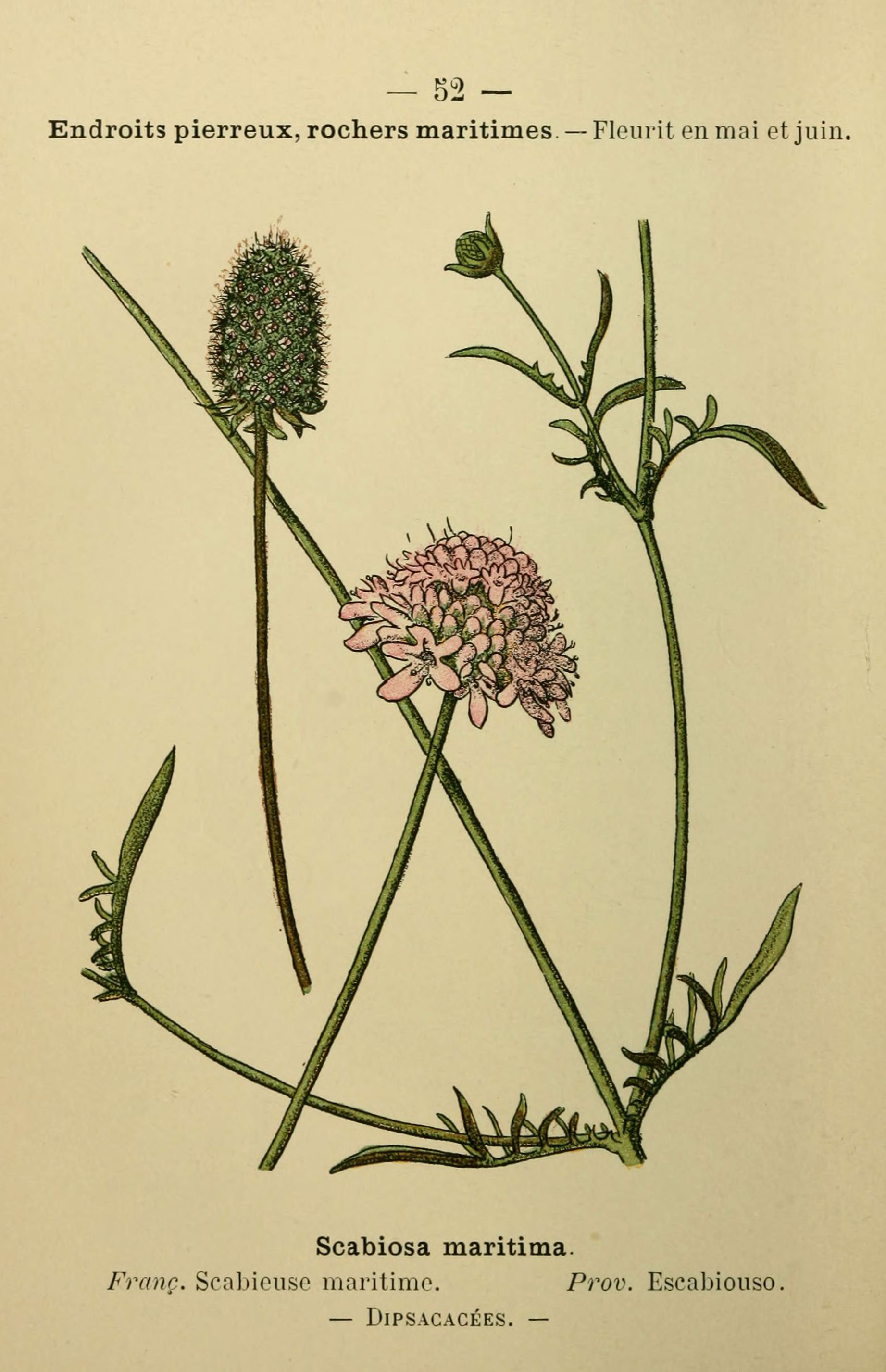
Illustration der Samt-Skabiose (Scabiosa maritima)

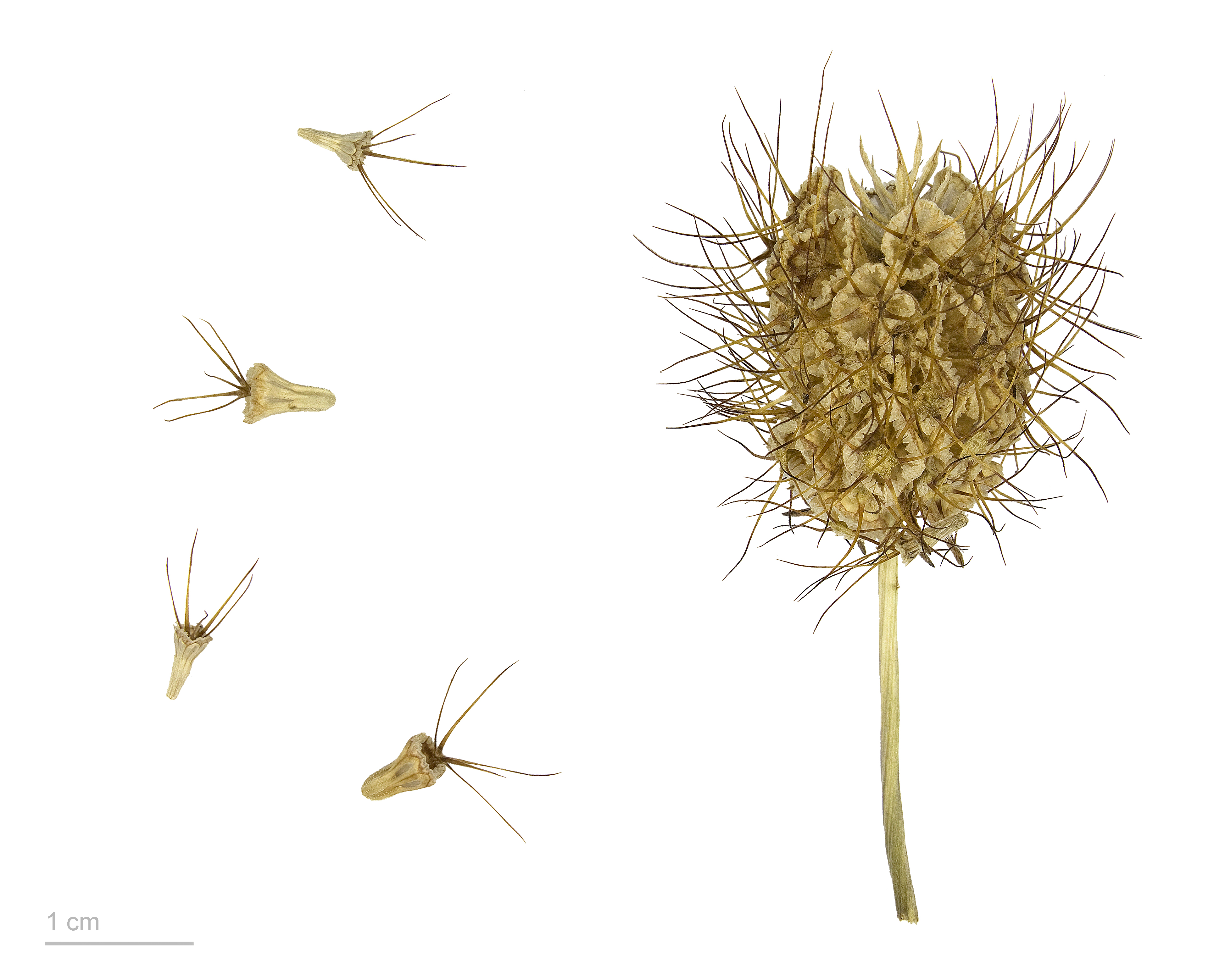
Fruchtstand mit an der Spitze vier abgelösten Früchten

Die Samt-Skabiose ist eine ein- bis mehrjährige krautige Pflanze, die Wuchshöhen von 20 bis 60 Zentimetern erreicht. Der Stängel ist verzweigt. Die weiter unten stehenden Blätter sind lang gestielt und länglich-spatelförmig. Sie sind unzerteilt oder leierförmig. Die oberen und mittleren Stängelblätter sind fiederspaltig mit ganzrandigen oder gezähnten Segmenten.

## Generative Merkmale
Der köpfchenförmige Blütenstand weist einen Durchmesser von 20–30 Millimeter auf und besteht aus einer Vielzahl von Einzelblüten. Die Hüllblätter sind schmal-lanzettlich mit einer verbreiterten Basis. Sie sind so lang oder kürzer als die Blüten. Die Blütenfarbe ist zartviolett bis dunkel-purpurfarben. Die Kronen der am Köpfchen randständigen Blüten sind mit einer Länge von 12–18 Millimeter etwas länger als die der weiter innen stehenden Blüten. Die verwachsenblättrige Krone ist fünfspaltig und bei den randständigen Blüten mit deutlich ungleich großen Kronzipfeln. Es ist ein gefurchter Außenkelch vorhanden, der einen knorpligen Saum trägt. Die Rippen des Außenkelchs werden nach oben hin breiter und laufen dort zusammen. Der Innenkelch trägt fünf auffallende Kelchborsten, die 3–5 mal so lang wie der Saum des Außenkelchs sind. Pro Blüte sind vier Staubblätter und ein Griffel vorhanden. Der Fruchtknoten ist unterständig.
Die Samt-Skabiose blüht von Juni bis Oktober.
Die Fruchtstände besitzen eine länglich-ellipsoide Form. Der Same ist vom Außenkelch eingeschlossen. Die einsamige und achänenähnliche Frucht ist mit fünf, langen Kelchborsten versehen.
Die Art hat die Chromosomenzahl 2n = 16.

## Vorkommen
Die Samt-Skabiose kommt ursprünglich im südlichen Europa, dem westlichen Nordafrika und auf den Azoren vor. Im Folgenden eine Liste der Staaten und Regionen: Albanien, Algerien, Azoren, Balearen, Bulgarien, Kanarische Inseln, Korsika, den östlichen ägäischen Inseln, Frankreich, Griechenland, Italien, Kreta, Madeira, Marokko, Portugal, Sardinien, Sizilien, Spanien, Tunesien, Türkei, dem ehemaliges Jugoslawien.
Neophytische bzw. inzwischen eingebürgerte Vorkommen gibt es in Großbritannien, einigen Bundesstaaten der USA, einigen Ländern Südamerikas und auf Tasmanien.

## Systematik

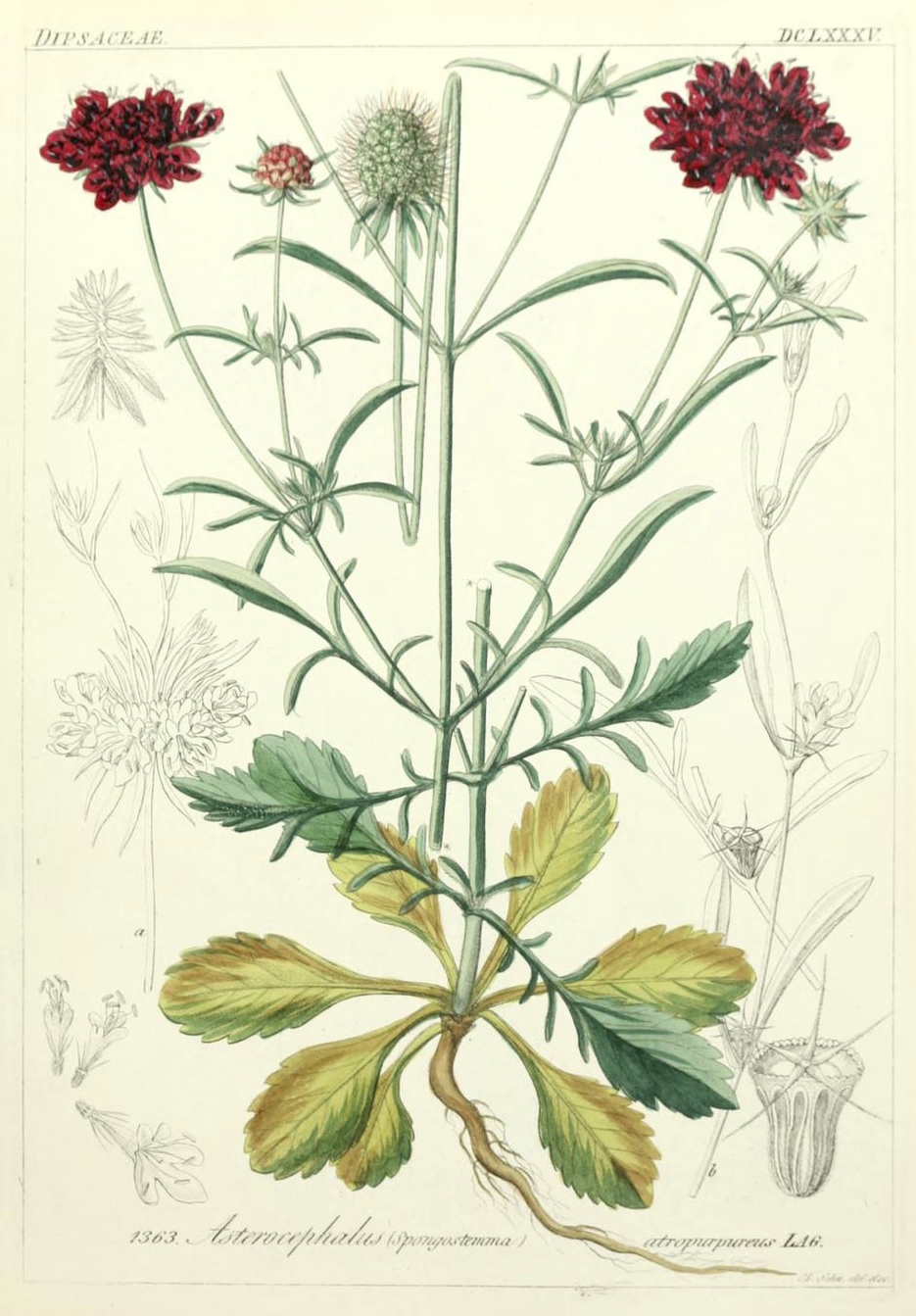
Illustration der Samt-Skabiose (Asterocephalus atropurpureus) in der Florae Germanicae et Helveticae, 1850

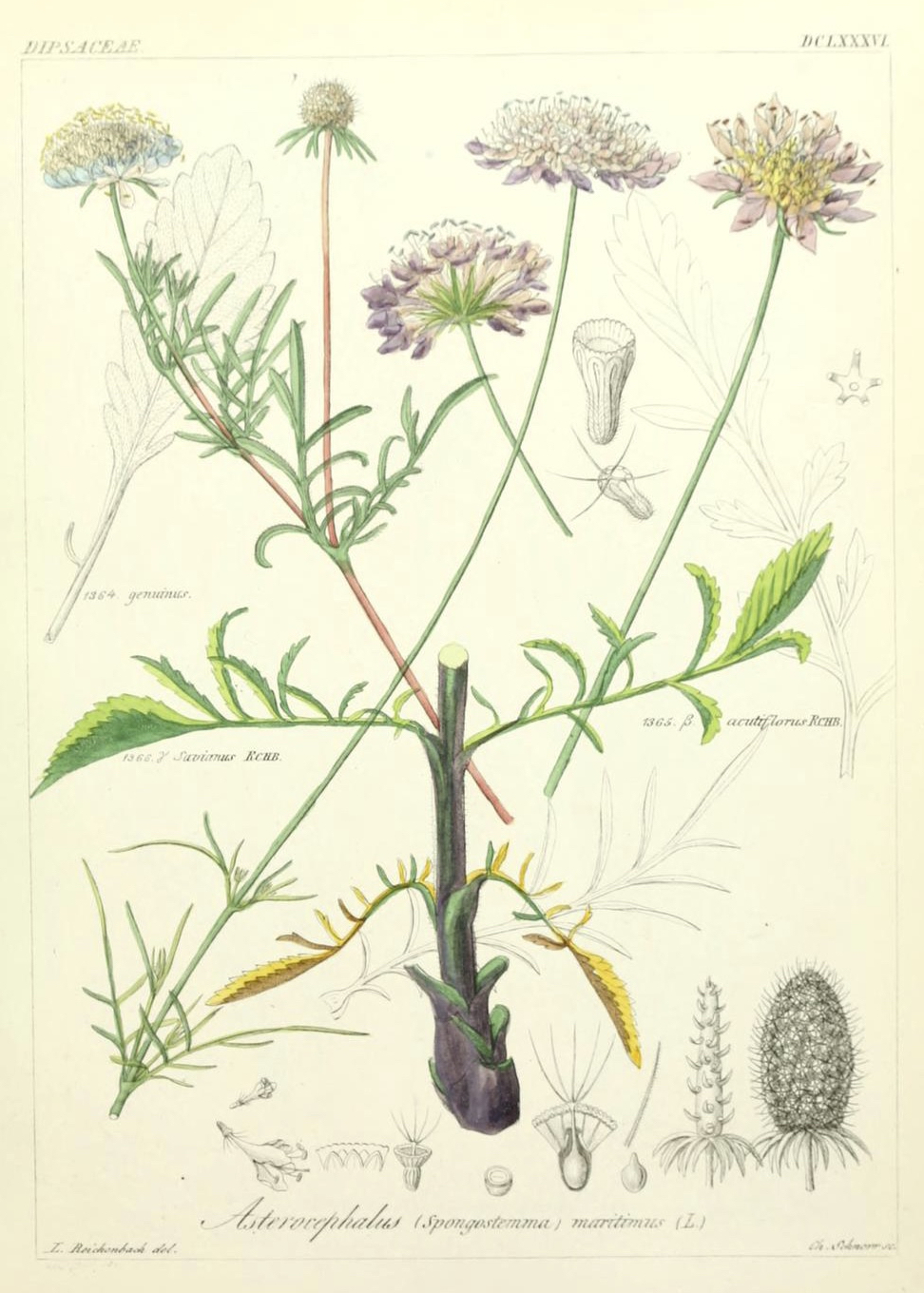
Illustration der Samt-Skabiose (Asterocephalus maritimus) in der Florae Germanicae et Helveticae, 1850

Die Samt-Skabiose (Sixalix atropurpurea (L.) Greuter & Burdet) wurde früher entsprechend ihrem früher benutzten wissenschaftlichen Namen Scabiosa atropurpurea L. in die Gattung der Skabiosen (Scabiosa) eingeordnet. Inzwischen wurde sie zusammen mit anderen Arten aus der Gattung der Skabiosen in die neue Gattung Sixalix ausgegliedert.
Für Sixalix atropurpurea (L.) Greuter & Burdet gibt es folgende Synonyme:
- Scabiosa atropurpurea L.
- Scabiosa maritima L.
- Asterocephalus atropurpureus (L.) Spreng.
- Cyrtostemma atropurpureum (L.) Spach
- Sclerostemma atropurpureum (L.) Schott, K.P.J.Sprengel
- Spongostemma atropurpureum (L.) Tiegh

Die Angaben zu Unterarten wie
- Sixalix atropurpurea (L.) Greuter & Burdet subsp. atropurpurea
- Sixalix atropurpurea subsp. maritima (L.) Greuter & Burdet[6]

bzw.
- Scabiosa atropurpurea subsp. atropurpurea
- Scabiosa atropurpurea var. grandiflora (Scop.) Fiori & Paol.
- Scabiosa atropurpurea subsp. maritima (L.) Arcang.[7]

und auch zu deren Verbreitungsgebieten sind widersprüchlich. Nach anderen Angaben handelt es sich bei Pflanzen mit dunkelrot bis schwarz bzw. schwarzpurpur gefärbten Blüten um Zuchtformen während die Wildform rosa bis zartviolett gefärbte Blüten besitzt.

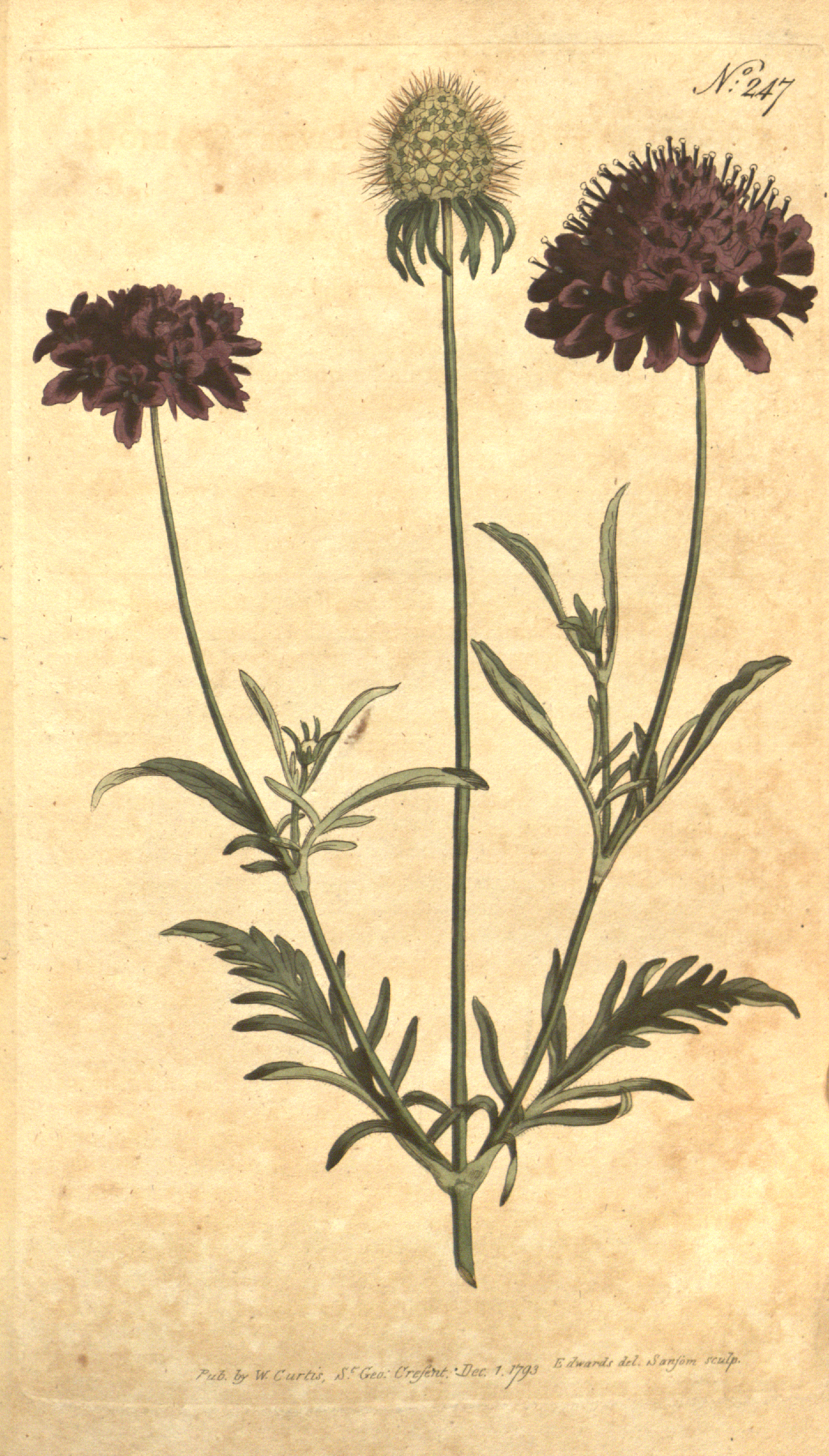
Abbildung der Samt-Skabiose in Hinblick auf ihre Verwendung als Gartenpflanze (1794)

## Verwendung als Zierpflanze
Zuchtformen der Samt-Skabiose wie

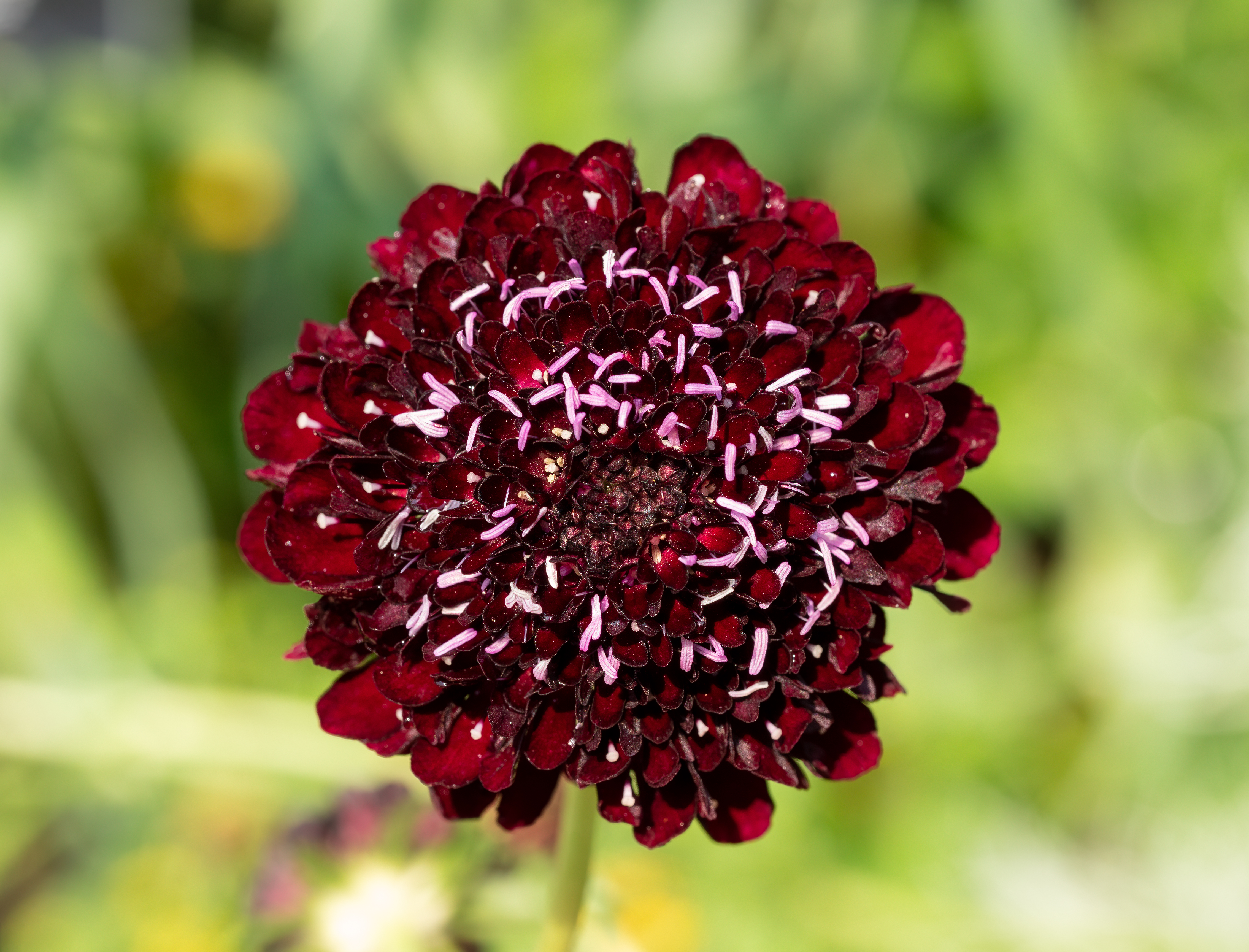
Zuchtform der Samt-Skabiose (Black Knight)

- Ace of Spades mit fast schwarzen Blüten
- Chile Black mit schwarzroten Blüten
- Oxford Blue mit hellblauen Blüten oder
- Black Knight

werden als Zierpflanzen genutzt.
Dabei geht die Nutzung der Samt-Skabiose als Gartenpflanze zumindest in Großbritannien bis ins 16. Jahrhundert zurück. In England wurde sie schon 1588 als Gartenblume unter dem Namen „Poor Widow“ erwähnt.